# Politique au Japon
La politique au Japon s'inscrit dans un système de monarchie constitutionnelle avec un parlement bicaméral, la Diète (国会, Kokkai). Ce régime politique a été mis en place en 1946 en accord avec les forces d'occupation américaines.

## Organisation

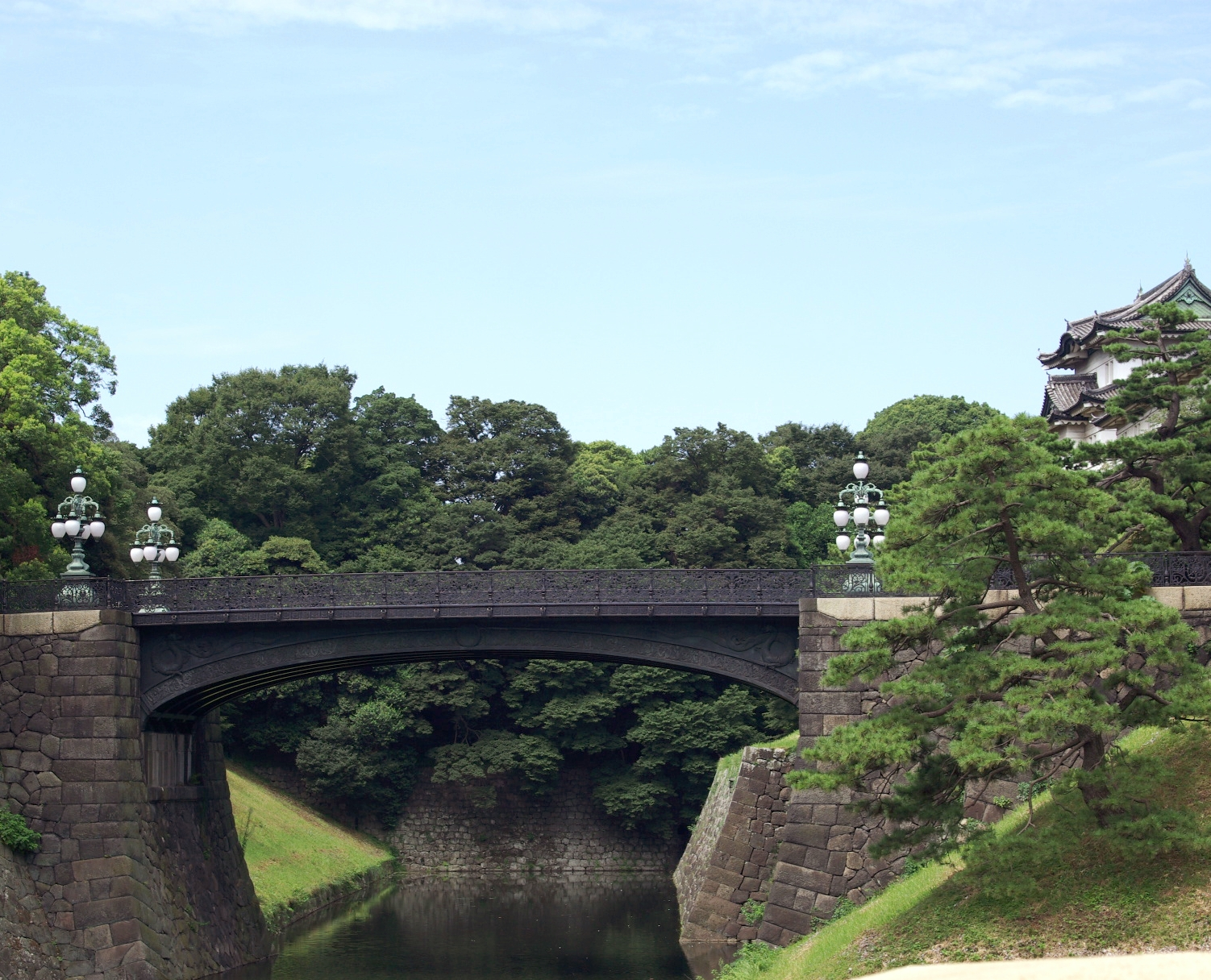
Le pont Nijubashi à l'entrée du palais impérial de Tokyo, résidence de l'empereur du Japon

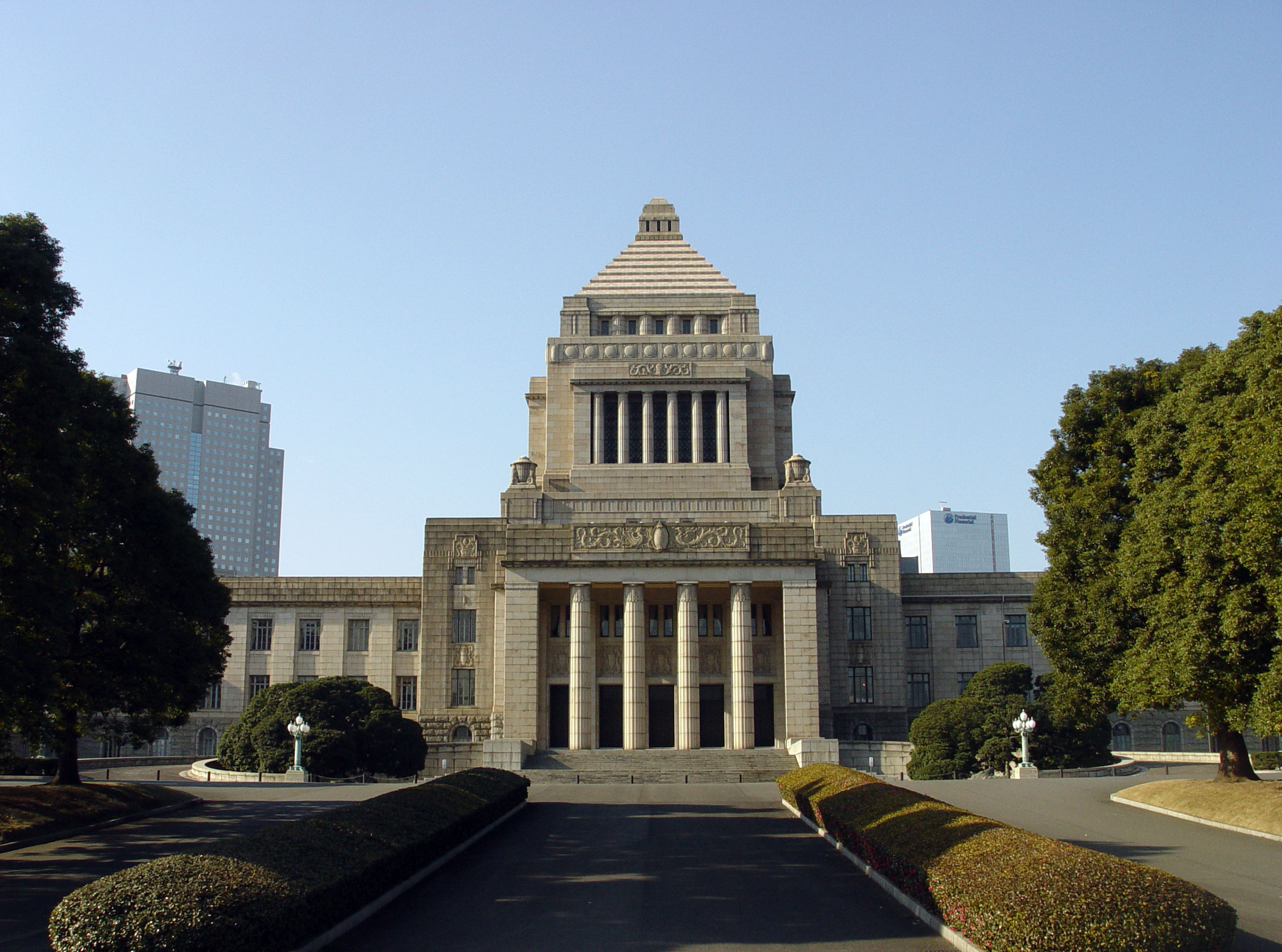
La Diète à Tokyo

Le pouvoir exécutif appartient au Cabinet, responsable devant la Diète, composé du Premier ministre (総理大臣, Sōri daijin) et de ministres d'État, tous devant être des civils. Le Premier ministre doit être un membre de la Diète, qui le choisit. Le Premier ministre a le pouvoir de nommer et démettre les ministres, dont une majorité doit être des membres du Parlement.
La Constitution de 1947 énonce des principes fondamentaux reconnaissant la souveraineté du peuple, limitant l'empereur au rôle symbole et proclame le pacifisme institutionnel.
La branche législative se compose d'une chambre des représentants (衆議院, Shūgi-in) de 475 sièges, élu au suffrage universel tous les quatre ans, et d'une chambre des conseillers (参議院, Sangiin) de 242 sièges, dont les membres sont élus pour six ans.
Le suffrage est toujours universel et secret (tous les hommes et femmes âgés de 18 ans ou plus ont le droit de vote). L'empereur n'ayant qu'un rôle purement symbolique, le Japon est parfois classé comme démocratie parlementaire.

## Partis politiques
Le PLD, conservateur libéral, a longtemps été le principal parti du Japon pour avoir dominé toutes les coalitions gouvernementales de 1955 à 1993 et de 1994 à 2009. Il a néanmoins perdu la majorité lors des élections législatives du 30 août 2009 au profit de l'opposition de centre gauche emmenée par le PDJ. Il retrouve cependant le pouvoir dès 2012.
Les partis représentés au parlement sont :
- le Parti démocrate du Japon (民主党, Minshutō?, abrégé en PDJ) ;
- le Parti libéral-démocrate (自由民主党, Jiyū Minshutō?, abrégé en PLD) ou Jimintō (自民党?) ;
- le Nouveau Kōmeitō (公明党, Kōmeitō?, abrégé en NKP) ;
- Votre Parti (みんなの党, Minna no Tō?, abrégé en VP) ;
- le Parti communiste japonais (共産党, Kyōsantō?, abrégé en PC) ;
- le Parti social-démocrate (社会民主党, Shakai Minshutô?, abrégé en PSD) ou Shamintō (社民党?) ;
- le Nouveau parti du peuple (国民新党, Kokumin Shintō?, abrégé en NPP) ;
- Debout Japon (たちあがれ日本, Tachiagare Nippon?) ;
- le Nouveau parti de la réforme (新党改革, Shintō Kaikaku?, abrégé en NPR) ;
- le Nouveau parti Nippon (新党日本, Shintō Nippon?, abrégé en NPN) ;
- le Nouveau parti Daichi (新党大地, Shintō Daichi?, abrégé en NPD) ;
- le Parti socialiste d'Okinawa (沖縄社会大衆党, Okinawa Shakai Taishūtō?, abrégé en PSO) ;
- le Parti de la réalisation de la joie (幸福実現党, Kōfuku Jitsugen-tō?, abrégé en PRJ).

### Autres partis politiques
- La Ligue Libérale (自由連合, Jiyūrengō?)[2]
- Le Parti Japonais des Travailleurs (日本労働党, Nihon Rōdōtō?)[3]
- Le Parti Nationaliste du Japon (日本国民党, Nihon Kokumintō?)[4]
- Le Parti pour une Nouvelle Société (日本新社会党, Nihon Shinshakaitō?)[5]
- Le Parti pour une Économie Mondiale (世界経済共同体党, Sekai Keizai Kyōdōtaitō?)[6]
- Le Parti pour la Paix (平和党, Heiwatō?)[7]
- Le Parti Féministe (女性党, Joseitō?)[8]
- Le Parti pour les Sports et la Paix (スポーツ平和党, Supōtsu Heiwatō?)[9]
- Le Parti pour le Progrès Public (日本公進党, Nihon Kōshintō?)[10]
- Le Parti du Renouveau (日本維新政党：新風, Nihon Ishinseitō - Shinpū?)[11]
- Le Club Dainiin (第二院クラブ, Dainiin kurabu?)[12]

### Anciens partis politiques
- Les différents partis ayant porté le nom de Parti libéral (自由党, Jiyutō?), le dernier en date (1998) ayant été absorbé par le PDJ en 2003 ;
- Le Parti de la nouvelle frontière (新進党, Shinshintō?, 1994-1997), provenant de la fusion de sept partis, avant d'éclater en 1997 ;
- Le Nouveau parti du Japon (日本新党, Nihon Shintō?, 1992-1994), devenu une composante du Parti de la Nouvelle frontière ;
- Le Parti de la Renaissance (新生党, Shinseitō?, 1993-1994) devenu une composante du Parti de la Nouvelle frontière ;
- Le Parti conservateur (保守党, Hoshutō?, 2000-2002) devenu le Nouveau Parti conservateur (保守新党, Hoshu Shinto?, abrégé en NPC, 2002-2003) avant d'être absorbé par le PLD ;
- Le Nouveau Parti pionnier (新党さきがけ, Shintō Sakigake?, 1993-1998) devenu le Parti précurseur (さきがけ, Sakigake?, 1998-2002) puis l'Assemblée verte (みどりの会議, Midorino Kaigi?, 2002-2004).

## Liste des élections générales
- 10 avril 1946
- 25 avril 1947
- 23 janvier 1949
- 1er octobre 1952
- 19 avril 1953
- 27 février 1955
- 22 mai 1958
- 20 novembre 1960
- 21 novembre 1963
- 29 janvier 1967
- 27 décembre 1969
- 10 décembre 1972
- 5 décembre 1976
- 7 octobre 1979
- 22 juin 1980
- 18 décembre 1983
- 6 juillet 1986
- 18 février 1990
- 18 juillet 1993
- 20 octobre 1996
- 25 juin 2000
- 9 novembre 2003 : voir Élections législatives japonaises de 2003
- 11 septembre 2005 : voir Élections législatives japonaises de 2005
- 30 août 2009 : voir Élections législatives japonaises de 2009
- 16 décembre 2012 : voir Élections législatives japonaises de 2012
- 14 décembre 2014 : voir Élections législatives japonaises de 2014
- 22 octobre 2017 : voir Élections législatives japonaises de 2017

## Politique étrangère et diplomatie

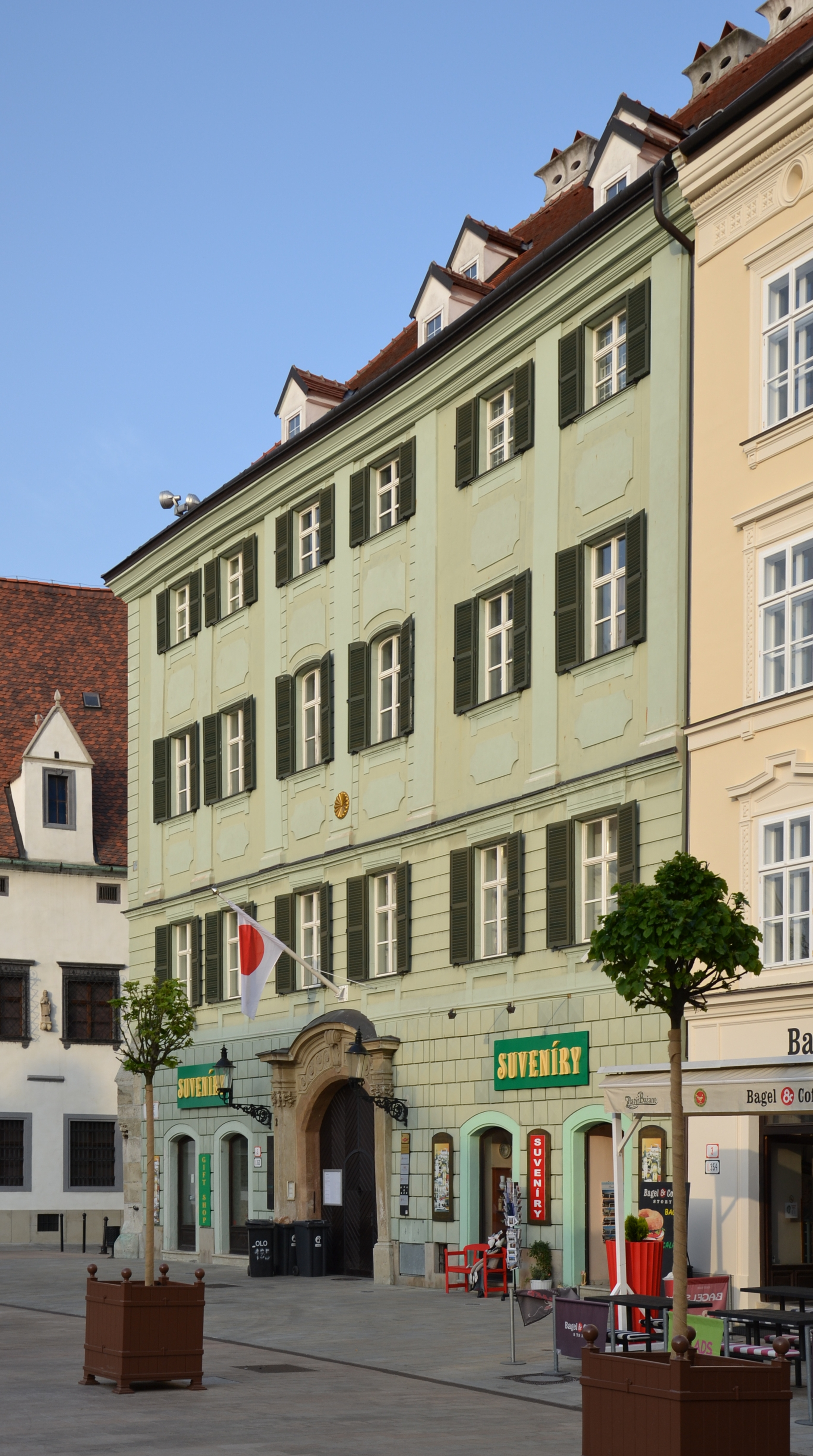
Ambassade japonaise à Bratislava.

Le Japon envoie des ambassadeurs vers la Dynastie Tang à Xi'an dès 607 mais pendant des siècles, le Japon restera replié sur lui-même et ne chercha pas à étendre ses relations internationales.
Durant le XVIe siècle, des commerçants venus du Portugal, des Pays-Bas, d'Angleterre et d'Espagne débarquèrent au Japon, avec les missionnaires chrétiens. En 1613, pendant le règne d'Ieyasu Tokugawa, le Japon envoie un ambassadeur dans un pays occidental pour la première fois, en Espagne. Les cinq ambassadeurs se convertissent au catholicisme et sont exécutés à leur retour.
Pendant la première partie du XVIIe siècle, le shogunat japonais suspecta les prémices d'une conquête militaire par les forces européennes et cessa finalement toute relation avec l'étranger excepté certains contacts restreints avec des marchands chinois et néerlandais à Nagasaki (précisément sur l'île de Dejima). Cet isolement (sakoku) dura 200 ans, jusqu'à ce que le Commodore Matthew Perry force le Japon à s'ouvrir à l'Occident avec la convention de Kanagawa en 1854.
Le début de l'ère Shōwa vit l'État japonais tomber sous l'influence croissante de l'expansionnisme militaire avec un régime politique de plus en plus sévère et autoritaire, qui aboutit à la guerre sino-japonaise (1937-1945), puis aux campagnes du Pacifique de la Seconde Guerre mondiale. Le Japon dévasté d'après-guerre, confiné à sa taille actuelle, resta sous l'occupation des États-Unis jusqu'en 1952, avant de pouvoir reprendre une politique étrangère indépendante.
Plusieurs litiges frontaliers historiques perdurent entre le Japon et la Russie, la Chine, la Corée du sud et Taïwan. Le Japon fait décoller ses chasseurs en urgence plusieurs centaines de fois par an pour défendre son espace aérien contre la Russie et la Chine.

## Histoire
Le premier Parti socialiste du Japon est créé en 1901 mais est aussitôt interdit par les autorités. Le courant socialiste s'oppose à la guerre russo-japonaise (1904-1905) ce qui l'expose à la répression. En 1911, un projet d'assassinat de l'Empereur, perçu comme le symbole du régime répressif, par quelques militants anarchistes conduit à des centaines d'arrestations, tant dans les milieux socialistes qu'anarchistes. 24 militants sont exécutés à l'issue de cette affaire, parmi lesquels Shūsui Kōtoku.
Le Japon connait une période de relative démocratisation entre 1912 et 1926, connue comme l'ère Taishō, permettant notamment l'adoption du suffrage universel masculin.
Des années 1950 aux années 1970, la Central Intelligence Agency des États-Unis a dépensé des millions de dollars pour tenter d'influencer les élections au Japon afin de favoriser le Parti libéral-démocrate (PLD) contre les partis de gauche tels que les socialistes et les communistes, bien que cela n'ait pas été révélé avant le milieu des années 1990.
La politique japonaise est traditionnellement une « affaire d'hommes », les femmes ne représentent, en 2020, que 10 % des parlementaires. Le gouvernement ne compte que deux femmes sur vingt-et-un ministres.

## Népotisme
La vie politique japonaise est en grande partie dominée par des dynasties, les fils de politiciens leur succédant dans le fief électoral familial.
Le phénomène est particulièrement marqué dans le cas du Parti libéral démocrate (PLD) mais se retrouve aussi, à un degré moindre, au Parti démocrate (PDJ). La moitié des députés du PLD pour la mandature 2005-2009 appartiennent à des dynasties politiques, tout comme cinq des six premiers ministres qui se sont succédé depuis 1996. 
Avec l'argent, le "capital d'influence" – le statut social– sont des éléments clés pour faire carrière en politique. La plupart des premiers ministres japonais présentaient des liens avec l'aristocratie.